# Hugues Krafft

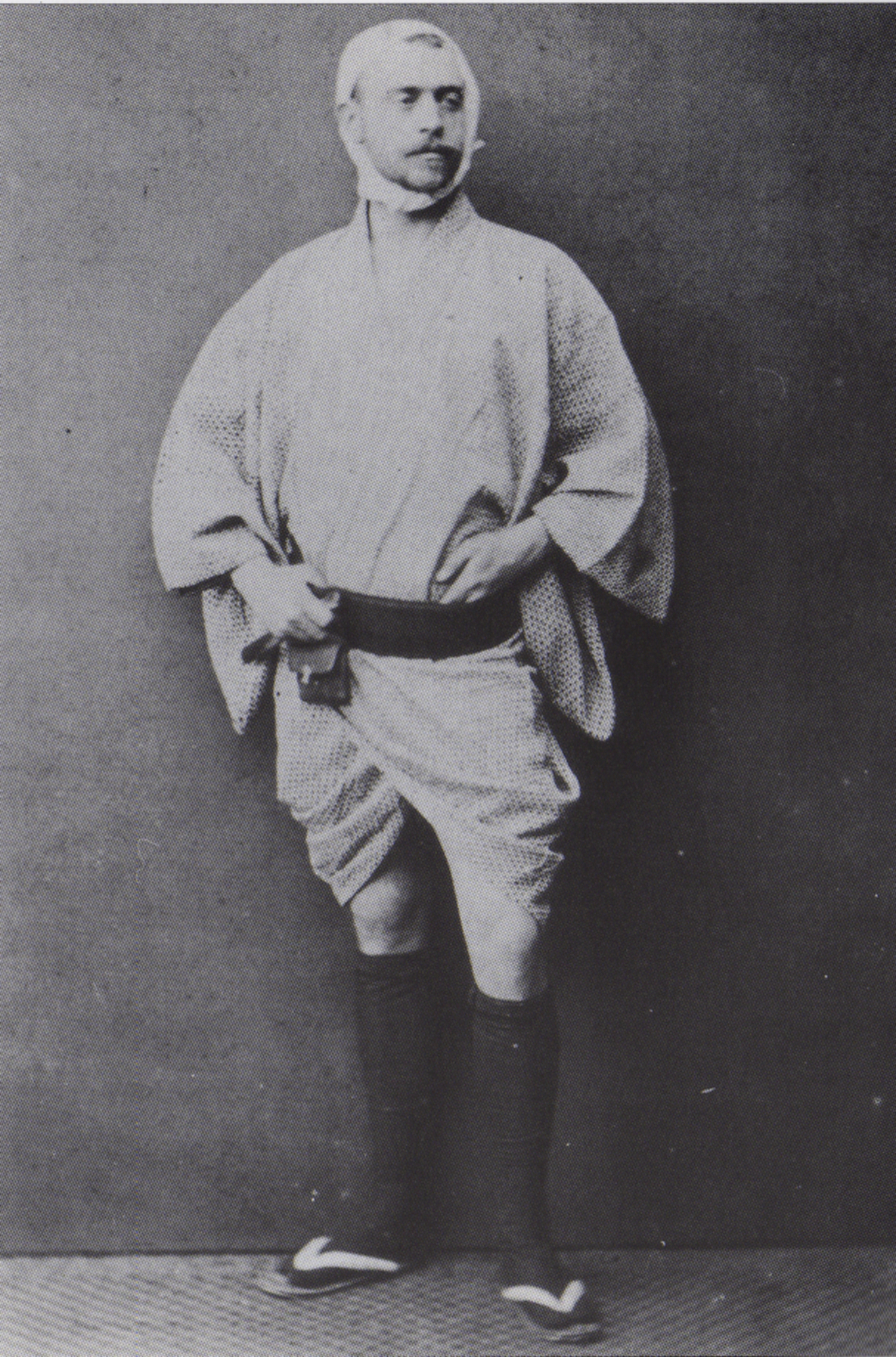
Hugues Krafft v Japonsku v letech 1882–1883

Hugues Krafft (1. prosince 1853 Paříž – 10. května 1935 Remeš) byl francouzský fotograf a spisovatel. Cestoval po celém světě a v letech 1882–1883 navštívil Japonsko. Zanechal řadu kvalitních dobových fotografií.

## Životopis
Byl mezi prvními, kdo v Japonsku použil okamžitou fotografii (použil fotoaparát Zeiss s želatinou - bromid stříbrný, proces, který se stal široce dostupným v roce 1880), což mu umožnilo pořizovat živé snímky v otevřeném prostředí, na rozdíl od mnoho inscenovaných ateliérových fotografií pořízených jeho předchůdci.

## Dílo
- Souvenirs de notre tour du monde (1885)
- A travers le Turkestan russe (1902)
- A travers le Turkestan russe : illustré ouvrage illustré de deux cent-soixante-cinq hlubotisků d'après les clichés de l'auteur et contenant une carte en couleurs (1902)

## Galerie

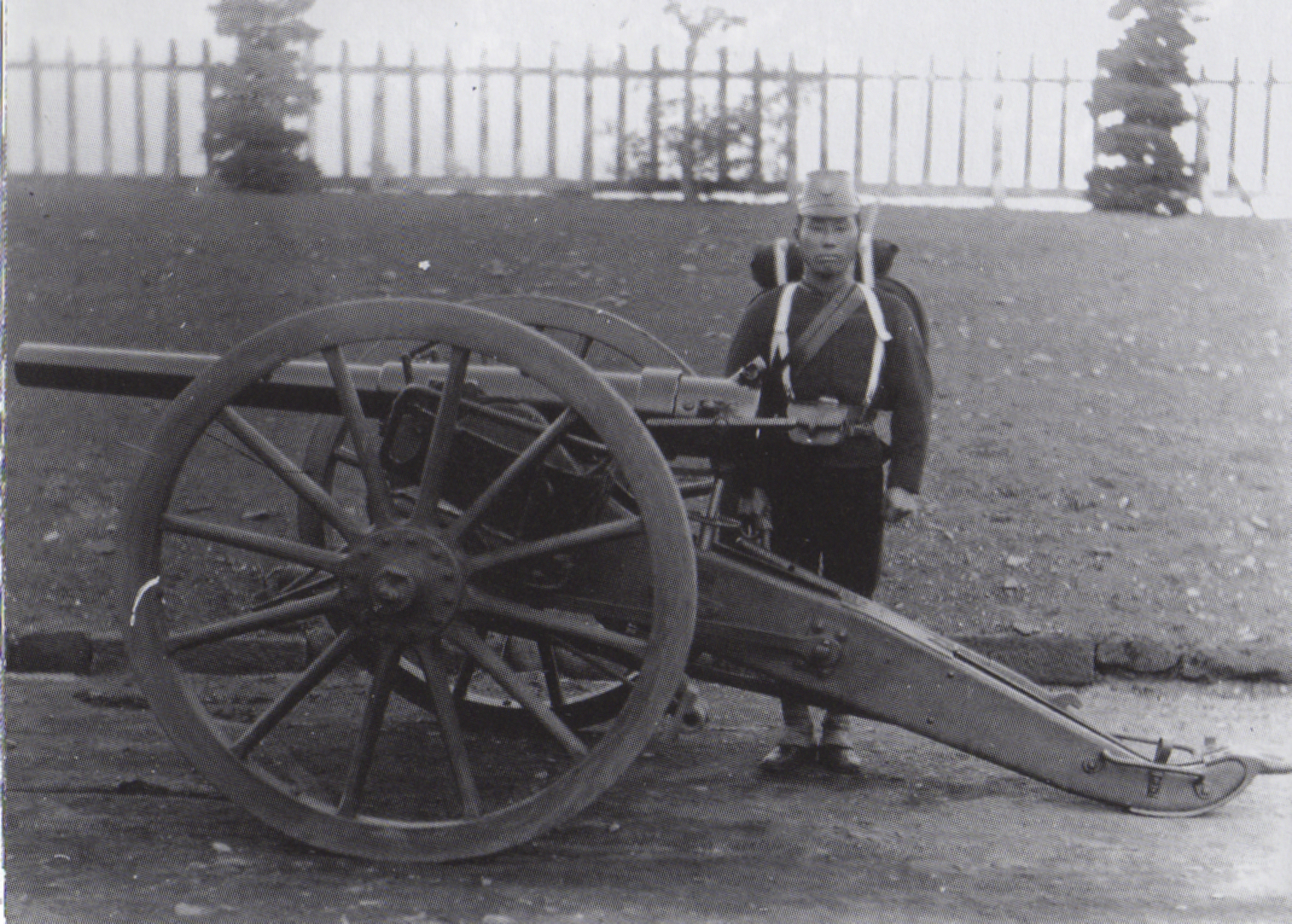
Dělostřelecká jednotka, Koišikawa, Tokio, 1882
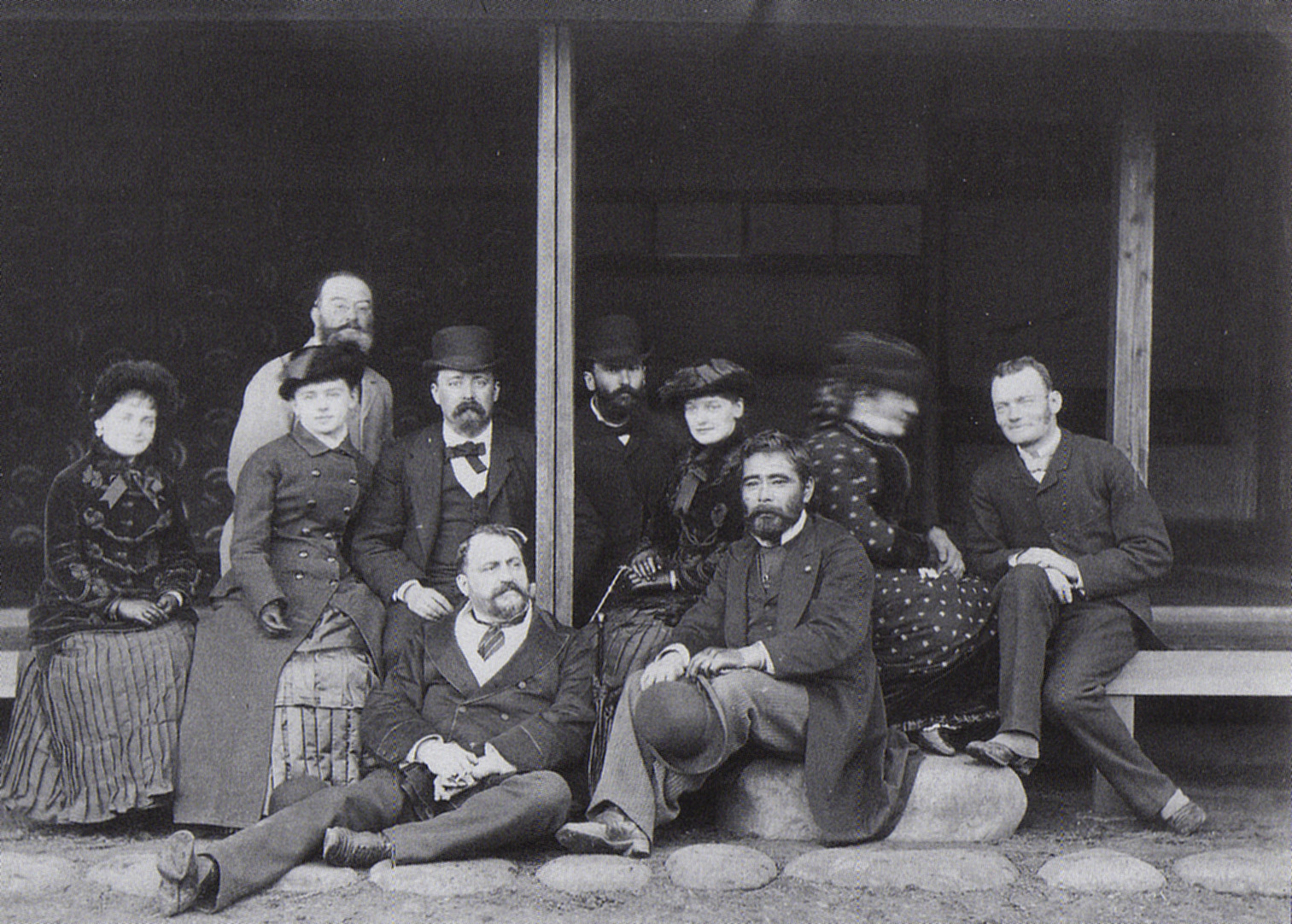
Felice Beato a Saigó Cugumiči (sedící vpředu), 1882
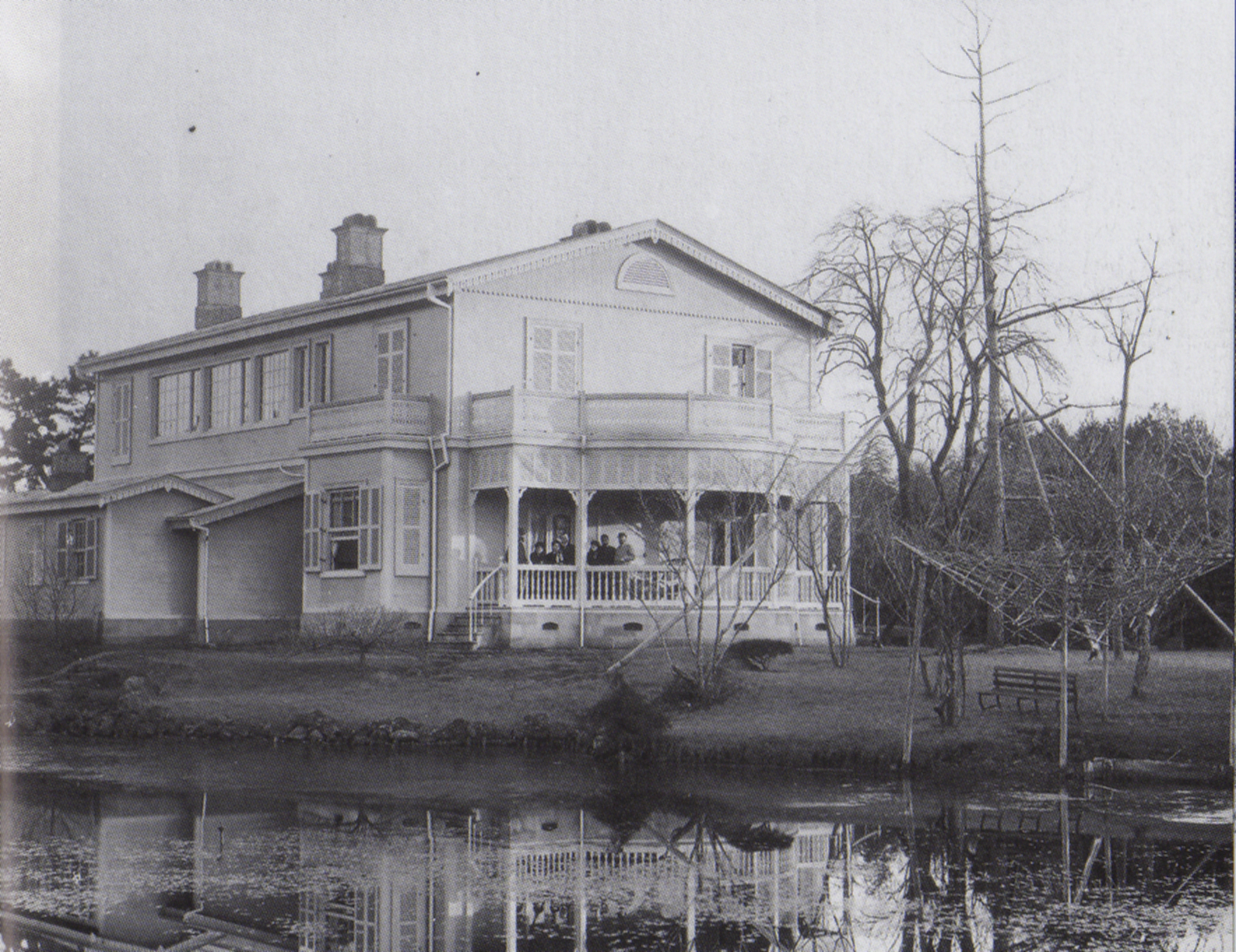
Dům Saiga Cugumičiho